# Angry Birds Star Wars II
Angry Birds Star Wars II là trò chơi theo thể loại đối kháng, được thiết kế bởi Rovio Entertainment, Disney Intraces Studio và Lucas Art, dựa trên cốt truyện Star Wars của Lucas. So với Angry Birds Star Wars, Angry Birds Star Wars II có thể giúp người chơi tham gia vào hai phe Bird Side (Light Side) và Pork Side (Dark Side). Tuy nhiên, Angry Birds Star Wars II không có các đạo cụ như Angry Birds Star Wars. Bù lại, trò chơi này lại sở hữu một số lượng nhân vật phong phú của cả hai phe cũng như lượng Credit có sẵn trong mỗi màn.

## Tính năng đặc biệt
Bạn có thể tham gia vào Pork Side và sử dụng các nhân vật như Palpatine, Darth Maul, Bá tước Dooku...
Hệ thống nhân vật phong phú của cả hai phe gồm Ezra Bridger, Kanan Jarrus, Hera Syndulla, Gazareb "Zeb" Orrelios, Sabine Wren, C1-10P(Chopper), Qui-Gon Jinn, Obi-Wan Kenobi, Anakin Skywalker, Padme Amidala, Mace Windu, Yoda, Jar Jar Blinks, Jedi Younglings, Captain Panaka, R2-D2, C-3PO, Chewbacca, Luke Skywalker, Kit Fisto, Wicket, Han Solo, Silver C-3PO, Leia Organa, Lando và Agent Kallus, Pilot AT-DP, Cikatro Vizago, Vizago-droid, Đại Phán quan, Jango Fett, Emperor Palpatine/Darth Sidious, Darth Maul, Count Dooku, Droideka, Zam Wesell, General Grievous, Anakin Skywalker/ Darth Vader, Stormtrooper, TIE Fighter pilot, Boba Fett, Jabba the Hutt, Royal Guard,...
Hệ thống nhiệm vụ và Bonus với phần thưởng hấp dẫn.
Hoán đổi nhân vật và sử dụng nhân vật của phe khác.

## Các nhân vật có trong trò chơi

### Birds
| Nhân vật               | Tính năng |
| ---------------------- | --- |
| Obi-wan Kenobi         | Sử dụng thần lực để hất tung các vật xung quanh theo hướng xác định. |
| Qui-Gon Jinn           | Sử dụng gươm ánh sáng. Góc chém khoảng 90 độ về phía trước. |
| Yoda                   | Xoay kiếm trong 5 giây và chuyển động với tốc độ cao. Thường bị bật ngược lại khi gặp vật cản. |
| Jar Jar Binks          | Dùng lưỡi bám vào vật cố định và chuyển động tròn xung quanh vật đó. Tốc độ khi chuyển động tròn đủ sức xuyên qua gỗ và thủy tinh dễ dàng. |
| Anakin Episode 1       | Bay cùng xe đua đến mục tiêu tùy ý. |
| Anakin Episode 2       | Sử dụng gươm ánh sáng. Góc chém khoảng 90 độ về phía trước như Qui-Gon Jinn |
| Padme Amidala          | Đẩy vật thể ra xa mà không cần tiếp cận, tuy nhiên khả năng này còn bị giới hạn do số vật thể bị tác động không nhiều. |
| Captian Panaka         | Bắn súng laser 3 tia, đạn bị phản lại khi gặp đồ vật bằng kim loại. |
| Mace Windu             | Phóng gươm ánh sáng đến mục tiêu xác định và dùng thần lực để điều khiển gươm quay lại. |
| Jedi Youngling         | Phân thân làm 3 và di chuyển với tốc độ cao hơn, dễ dàng đâm xuyên thủy tinh. |
| Kit Fisto              | Tương tự như Yoda, nhưng không bị bật ngược lại khi gặp vật cản. |
| R2-D2                  | Phóng điện vào các vật thể xung quanh, thường nhắm vào đối thủ. |
| C-3PO                  | Tách cơ thể thành nhiều mảnh nhỏ, có khối lượng tương đối lớn. |
| Silver C-3PO           | Như C-3PO nhưng các mảnh ghép có thể phóng điện |
| Wicket                 | Bắn ra 3 Wicket có khả năng nhân đôi ở mỗi nhân vật. Tổng cộng là 9 Wicket. |
| Chewbacca              | Có sức công phá lớn khi va chạm với vật thể, đặc biệt là các khối vật thể lớn. |
| Han Solo               | Bắn liên tiếp 3 phát đạn laser đơn, không bị cản khi bắn vào thủy tinh và các tấm gỗ mỏng nhưng bị cản bởi vật kim loại. Cần 2 phát bắn mới tan được vật kim loại. |
| Carbonite Han Solo     | Bay và làm đóng băng các vật thể khi đi qua |
| Princess Leia          | Tương tự như Padmé, nhưng chỉ kéo các vật thể lại gần. |
| Lando Calrisian        | Bắn 3 tia laser cùng lúc, nhưng dễ dàng làm vỡ kim loại. |
| Luke Skywalker         | Tồn tại ở 3 dạng nhân vật khác nhau, nhưng đều sử dụng gươm ánh sáng: Endor Luke, Pilot Luke và Jedi Luke. Điểm khác nhau cơ bản giữa các nhân vật này không chỉ là ở bề ngoài mà còn cả về màu của gươm ánh sáng cũng như kiểu chém. Trong đó, Endor Luke và Jedi Luke có khả năng chém 2 lần và kiếm dài, nhưng chỉ với góc chém hẹp, không rộng như Qui-Gon Jinn và Anakin episode 2. |
| Hera Syndulla          | Đặt ụ súng ở vị trí bất kì |
| Sabine Wren            | Đặt 3 quả lựu đạn theo đường thẳng |
| Kanan Jarrus           | Tự phóng tới mục tiêu tùy ý |
| Ezra Bridger           | Bắn tia laser cỡ dài tới mục tiêu tùy ý nhưng bị phản chiếu bởi vật thể kim loại |
| Gazareb "Zeb" Orrelios | Tương tự như Chewbacca nhưng có thể phát nổ khi chạm tay hoặc tự nổ |
| Chopper (C1-10P)       | Dùng tên lửa dưới đuôi phun vào kẻ địch theo mức ở đồng hồ |

### Pork
| Nhân vật                                 | Tính năng |
| ---------------------------------------- | --- |
| Jango Fett                               | Bắn một tên lửa đến mục tiêu xác định. Khi bắn, Jango Fett sẽ bị chệch khỏi quỹ đạo bay. Có thể va chạm mạnh sau khi bắn. |
| Battledroid                              | Tương tự như Han Solo. |
| Red Battledroid                          | Tượng tự như Lando Calrisian                                                                                              |
| General Grievous                         | Xoay 4 gươm ánh sáng |
| Darth Maul                               | Sử dụng gươm ánh sáng hai lưỡi của Darth Maul.                                                                            |
| Count Dokku                              | Tương tự như Mace Windu.                                                                                                  |
| Zam Wesell                               | Tương tự Jar Jar Binks.                                                                                                   |
| Droideka                                 | Xoay người 5 giây rồi tách các mảnh ghép                                                                                  |
| Shocktrooper                             | Tương tự như Captain Panaka                                                                                               |
| Emperor Palpatine/Darth Sidious          | Bắn tia chớp đến mục tiêu xác định, tuy nhiên chỉ phát huy tác dụng khi đường đến mục tiêu có kim loại.                   |
| Hologram Darth Sidious/Emperor Palpatine | Đi xuyên qua mọi vật rồi dúng khả năng như ở dạng bình thường                                                             |
| Anakin episode 3 và Darth Vader          | Dùng thần lực kéo các vật thể xung quanh rồi đẩy lại với một lực lớn, Tác dụng trên mọi hướng.                            |
| Jabba the Hutt                           | Tương tự như Chewbacca |
| Tusken Raider                            | Đánh trúng mục tiêu từ xa                                                                                                 |
| Boba Fett                                | Tương tự như Jango Fett, nhưng có thể bắn 2 tên lửa cùng lúc.                                                             |
| Imperial Officer                         | Tương tự như C1-10P nhưng bắn súng theo mức ở đồng hồ                                                                     |
| Người máy Vizago                         | Tương tự như C-3PO |
| Cikatro Vizago                           | Phóng 3 quả lựu đan tới mục tiêu tùy ý                                                                                    |
| AT-DP Pilot                              | Tương tự như Ezra Bridger                                                                                                 |
| Đại Phán quan                            | Tương tự như Kanan Jarrus nhưng có thể xoay lightsaber 2 đầu                                                              |
| Biker scout                              | Tương tự như Anakin Episode 1                                                                                             |
| Phi công TIE Fighter                     | Bắn 2 cặp tia laser |
| Agent Kallus                             | Tương tự như Wicket |
| Royal Guard                              | Bám vào các vật thể gần rồi kéo ra                                                                                        |
| Stormtrooper                             | Bắn tia laser đơn theo nhiều hướng                                                                                        |
| Shadowtrooper                            | Đi xuyên qua mọi vật rồi bắn súng như Stormtrooper                                                                        |

## TELEPODS
Để sử dụng, người chơi cần đặt Telepod lên trên camera của thiết bị.

## Tiền tệ trong trò chơi
Đơn vị tiền tệ trong trò chơi là credit, thường gọi là xu. Từ phiên bản 1.4.1, người chơi có thể tìm kiếm 1000 Credit ẩn giấu trong các màn. Ngoài ra, người chơi có thể nhận credit bằng cách hoàn thành nhiệm vụ hoặc mua trong cửa hàng.

## Các phần của trò chơi dựa theo cốt truyện

### 1/ Naboo Invasion
Các nhân vật có trong phần này gồm Qui-Gon Jinn, Obi-wan Kenobi, Yoda, C-3PO, R2-D2 ở Bird Side và Darth Sidious, Jango Fett, Battle Droid, Droideka của Pork Side.
Naboo Invasion bao gồm 20 level cùng với 4 bonus level ở mỗi bên, tổng cộng là 72 sao.
Theo cốt truyện, phi thuyền đại sứ chở theo hai Jedi - đại diện cho Cộng hòa du hành đến trạm vũ trụ của Liên Minh Thương mại để thương lượng về việc cấm vận thương mại đối với hành tinh Naboo, hành tinh được trị vì bởi nữ hoàng Padmé Amildala. Trong lúc chờ đại diện của trạm để thương lượng, Phó Vương (người điều hành tất cả các trạm vũ trụ đang bao vây Naboo) đã ra lệnh thủ tiêu Qui-Gon và Obi-Wan theo chỉ thị của Darth Sidious (Chúa tể Sith). Để thoát khỏi sự áp đảo về số lượng của các người máy (Battle Droid), hai thầy trò Jedi phải thâm nhập vào các phi thuyền chiến tranh đổ bộ xuống Naboo để bí mật thông báo cho Nữ hoàng Amidala về cuộc chiến sắp xảy ra tại hành tinh này.
Đội quân của Liên minh Thương mại tiến quân đến Thủ Đô của Naboo và bắt được Nữ hoàng. Qui-Gon Jinn cùng với đệ tử của mình, Obi-wan Kenobi đã giải cứu Nữ hoàng và những người thân cận của Nữ hoàng và họ quyết định đến hành tinh Coruscant để yêu cầu sự giúp đỡ từ Thượng Nghĩ Sỹ Palpatine. Không may, khi ra khỏi vùng khí quyển của hành tinh, phi thuyền của Nữ hoàng bị tấn công bởi các trạm vũ trụ và có chút trục trặc về sự rò rỉ nhiên liệu và động cơ nên buộc phải hạ cánh khẩn cấp tại Tatooine.
Biết tin, Darth Sidious ra lệnh cho đệ tử của mình, Darth Maul (một người Sith) truy sát cho bằng được Nữ hoàng và hai Jedi tại hành tinh Tatooine.

### 2/ Escape to Tatooine
Phần này, ngoài các nhân vật ở phần trước, còn có thêm Anakin Episode 1 và Jar Jar Blinks ở Bird Side và có thêm Darth Maul, Bá tước Dooku ở Pork Side
Số level cũng như số bonus level tương tự phần trước.

#### Cốt truyện
- In the Bird Side: Trong lúc phi thuyền của họ bị hỏng, họ đã găp cậu bé Anakin. Cậu bé hứa rằng sẻ chiến thắng cuộc đua để có thể sửa chữa phi thuyền của họ. Đúng như lời hứa, xe của cậu bé đã chiến thắng cuộc đua và phi thuyền của Nữ hoàng đã được sửa chữa. Họ lập tức rời Tatooine và quay trờ về Naboo.
- In the Pork Side: Cũng trong lúc đó, Darth Maul và Bá tước Dooku đang lần theo dấu chân của họ và phát hiện ra họ đang ở Tatooine. Chúng thấy phi thuyền của Nữ hoàng, lập tức đuổi theo. Toàn bộ phi thuyền đã ra khỏi Tatooine kịp thời, may mắn thoát chết.

### 3/ Battle of Naboo
Ở phần này, người chơi của phe Bird Side được sử dụng Captain Panaka - nhân vật đầu tiên sử dụng súng cũng như Padmé - nhân vật nữ đầu tiên của trò chơi. So với các phần trước, Battle of Naboo được đánh giá là có lượng nhân vật phong phú hơn.

#### Cốt truyện
- In the Bird Side: Nhóm Jedi cùng Nữ hoàng về Naboo trong lúc quân đội phi cơ Naboo đang đánh nhau.Đột nhiên, cả đội phải chiến đấu với quân đội Battledroid. Còn ở quanh trạm vũ trụ gần Naboo, Anakin, R2-D2 cùng đội phi cơ Naboo làm nổ trạm vũ trụ. Cuối cùng, Naboo trở lại bình yên
- In the Pork Side: Kế hoạch của Pork Side bị lộ. Qui-Gon Jinn và Obi-Wan Kenobi đánh nhau với Darth Maul. Qui-Gon Jinn chết trong cú đánh thanh gươm ánh sáng của Darth Maul

### 4/ Rise of the Clones
Rise of the clones đánh dấu sự xuất hiện của Anakin Episode 2 cùng với Mace Windu và Jedi Youngling ở Bird Side, Boba Fett ở Pork Side. Diễn biến của các sự việc xảy ra trên hành tinh Coruscant và Kamino.

#### Cốt truyện
- In the Bird Side: Anakin bắt đầu có cảm tình với Padme. Sau đó, trong lúc thầy trò Obi-wan đánh nhau với quân của Zam Wesell thì Mace Windu và quân Jedi của ông tới giết chúng thì Jango thoát. Nhóm Jedi truy đuổi Jango rồi Obi-wan cho quân tấn công hắn
- In the Pork Side: Obi-Wan Kenobi tới Kamino để đánh nhau với Jango Fett và bị rơi xuống nước. Khi lên được bờ thì phi thuyền của chúng đã bay mất

### 5/ Revenge of the Pork
Revenge of the Pork được nhiều người chơi đánh giá là một trong những phần khó của trò chơi. Để có thể đạt 48/48 sao, yêu cầu người chơi phải thành thạo kỹ năng của các nhân vật.

#### Cốt truyện
- In the Bird Side: Các Jedi và đội quân vô tính của Cộng hòa tiêu diệt những người máy của Pork Side ở Geonosis. Obi-Wan Kenobi và Anakin Skywalker đánh Bá tước Dooku và thất bại nhanh chóng. Yoda có mặt để tiêu diệt Bá tước Dooku nhưng hắn đã chạy thoát. Rồi Chiến tranh Vô tính nổ ra.
- In the Pork Side: Obi-wan Kenobi và Anakin giết Bá tước Dooku để cứu thủ tướng Palpatine. Nhưng sau đó, Mace Windu đến tiêu diệt Palpatine vì cho rằng thủ thủ tướng là người Sith cho nên bị Anakin tiêu diệt. Anakin đã đi theo Pork Side. Obi-wan và Anakin đánh nhau ở hành tinh núi lửa và Anakin thảm bại nhưng Palpatine đã cứu sống anh và biến anh thành Darth Vader
- Các cốt truyện tiếp theo hãy xem: Angry Birds Star Wars

### 6/ Rebels
Cốt truyện của phần Rebels theo serie Star Wars Rebels trên Disney Channel, với nhân vật chính là Ezra Bridger - một thiếu niên 14 tuổi sống trên hành tinh Lothal - thuộc vùng kiểm soát của Hoàng đế độc ác Palpatine. Cậu có mối thù sâu nặng với quân Đế chế vì chúng đã bắt giết cha mẹ cậu lúc còn nhỏ. Trong một lần gặp nguy, Ezra đã đi nhờ tàu của một nhóm phiến quân tên là Bóng Ma, đứng đầu là một Jedi tên Kanan Jarrus, và cuộc phiêu lưu của cậu bắt đầu từ đó.
Theo phần mở đầu của phim, Darth Vader đã giao nhiệm vụ cho Điều Tra Viên (một Jedi đi theo bóng tối): " Thần Lực (tức là các Jedi) đã bị tiêu diệt, nhưng Hoàng Đế đã cảm nhận được mối nguy mới, đó là những Thần Lực còn sót lại và con cái của Thần Lực (hậu duệ của các Jedi). Hãy tiêu diệt hết tất cả chúng. ". Trong số đó có Ezra.

### 7/ Reward Chapter
Là phần chơi đặc biệt giúp người chơi luyện tập cách sử dụng các nhân vật, vừa sử dụng thành thạo các kỹ năng của mỗi nhân vật.

### 8/ Master Your Destiny
Là phần chơi đặc biệt giúp người chơi sử dụng tự do các nhân vật để mở những quả trứng và chiến đấu